# Райън Дей
Райън Дей (на английски: Ryan Day) (роден на 23 март 1980 година в Понтисаймър, Уелс) е уелски професионален снукър играч.
Известен е като много добър брейкбилдър и е сред около 30-имата играчи, които имат повече от 100 сенчъри брейка. Играе професионално от 1999 година.
Дей е отличен като мнообещаващ млад играч за сезон 2000/2001 година от Световната билярд и снукър асоциация. През 2002 той печели турнира „Бенсън и Хеджис“. С тази победа той се класира за турнира „Мастърс“ същата година, където отстранява Дейв Харолд, но губи с 0 – 6 от Стивън Хендри. Той също печели турнира на асоциацията за 2001/2002 и е отличен като „новобранеца“ на 2002. Поради проблемите с черния си дроб през 2003, резултатите на Дей сериозно спадат.
Все пак, през 2004, той достига до Световното първенство по снукър и води с 9 – 7 срещу Джон Хигинс като отбелязва 3 серии от повече от сто точки на своя първи мач в Крюсибъл, но губи последните 3 фрейма. За утешение Хигинс коментира, че Дей е щял да бъде един от най-добрите играчи за много години напред.
Дей достига до четвъртфиналите на своя роден турнир – „Уелш Оупън“ през 2005, като отстранява Алистър Картър и Стийв Дейвис, като побеждава последния след като се завръща на масата при резултат 0 – 4, което превръща тази победа в една от най-важните за уелсеца.
На Световното през 2006 той победждава Джо Пери с 10 – 3 в първия кръг и води срещу Рони О’Съливан с 9 – 7 във втория преди да загуби с 10 – 13. Резултатите му от този сезон му позволяват да се изкачи от 33 на 17 място в класацията за най-добри снукър играчи.
Сезон 2006/2007 е най-успешният за Райън Дей. Той достига до четвъртфиналите на турнира на Северна Ирландия и е претендент за титлата на „Малта Къп“, но губи с 4 – 9 от Шон Мърфи. Участието му през тази година го поставя на 16 място за сезон 2007/2008. Като член на елитния топ 16 той автоматично е включен в турнирите.
Дей стартира своя сезон 2007/2008 с поява на финала на „Шанхай Мастърс“. Той води своя спаринг партньор Доминик Дейл с 6 – 2 в първата сесия, но накрая отстъпва и губи с 6 – 10. След като губи в следващите три турнира, той достига до полуфиналите на „Чайна Оупън“ като побеждава Матю Стивънс, Кен Дохърти и Марк Уилиамс (всичките с 5 – 3), но губи от своя приятел Стивън Магуайър с 5 – 6, предоставяйки му място на финала. Дей достига до първите си четвъртфинали на Световното през 2008 като побеждава ирландеца Майкъл Джъдж с 10 – 6 и световния шампион от 2007 Джон Хигинс с 13 – 9 като това е една от най-добрите му победи в кариерата. Все пак Дей губи със 7 – 13 от Стивън Хендри. Неговите последователни изяви означават, че той ще стартира, поставен под номер 5 в света. Рей достига финала на „Гранд При“ 2008 като отстранява Рики Уолдън, Марк Селби, Джейми Коуп и Али Картър. След загубата си от Марк Алън с 1 – 6 на „Мастърс“ 2009, Дей остава на 8 позиция в световната ранкинг класация.
Райън Дей е играч, който е известен и с доста интересен личен живот. Той е влюбен в прителката си Линзи, която е с четири години по-възрастна от него. Тя се мести след няколко години, но през 1999 бащата на Дей се жени за нейната сестра – Паула. След като дългогодишната връзка на Линзи се разпада, тя се връща в Понтисаймър, за да остане при сестра си. Дей и Линзи започват да се срещат отново и се местят на пет къщи разстояние от дома на бащата на Дей и Паула през април 2006. Линзи ражда дъщеря на име Франческа на 2 август 2006 и се омъжва за Дей на 13 юни (петък) 2008.
По-малкият брат на Дей – Рюс – преди е играел футбол в Манчестър и е бил капитан на Уелс за юноши под 21 години. Той играе за „Алдершот Таун“ и е капитан на отбора.
Дей и баща му ръководят клуб в Понтисаймър, който е комбинация между зала за снукър и обществен бар.

## Сезон 2009/10
| Турнир                    | Резутат | Спечелени пари | Ранкинг точки | Най-голям брейк | 100+ брейк | 50+ брейк | Брой спечелени срещи |
| ------------------------- | ------- | -------------- | ------------- | --------------- | ---------- | --------- | -------------------- |
| Шанхай мастърс 2009       |         | £              |               |                 |            |           |                      |
| Гран При 2009             |         | £              |               |                 |            |           |                      |
| Британско първенство 2009 |         | £              |               |                 |            |           |                      |
| Мастърс 2010              |         | £              |               |                 |            |           |                      |
| Първенство на Уелс 2010   |         | £              |               |                 |            |           |                      |
| Първенство на Китай 2010  |         | £              |               |                 |            |           |                      |
| Световно първенство 2010  |         | £              |               |                 |            |           |                      |
| Общо                      |         | £              |               |                 |            |           |                      |